# Leptacis srilankensis
Leptacis srilankensis (лат.) — вид мелких наездников из семейства Platygastridae. Южная Азия: Шри-Ланка (SW Dodanduwa). Длина тела около 1 мм. Основная окраска коричневато-жёлтые. Усики 10-члениковые. Глаза чёрные, ноги жёлтые. Мезосома в 2 раза длиннее своей ширины. Мезоплевры гладкие. Скутеллюм скульптированный, мезоскутум без нотаулей. Бока переднеспинки почти гладкие.
Вид был впервые описан в 2003 году датским энтомологом Петером Н. Булем (Peter Neerup Buhl) вместе с Platygaster srilankensis и Synopeas srilankensis.